# Xueshan-Gebirge

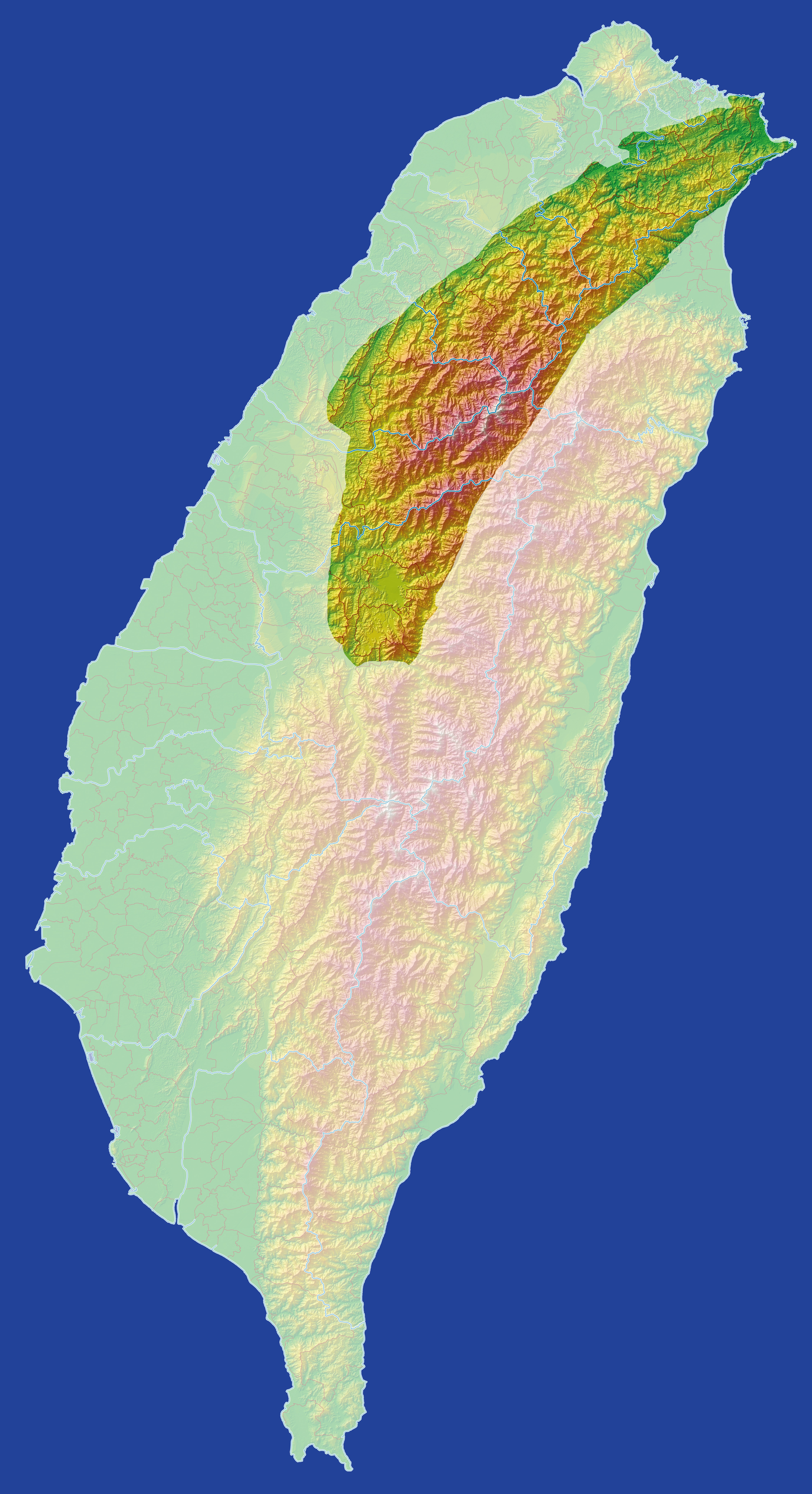
Xueshan-Gebirge in Taiwan.

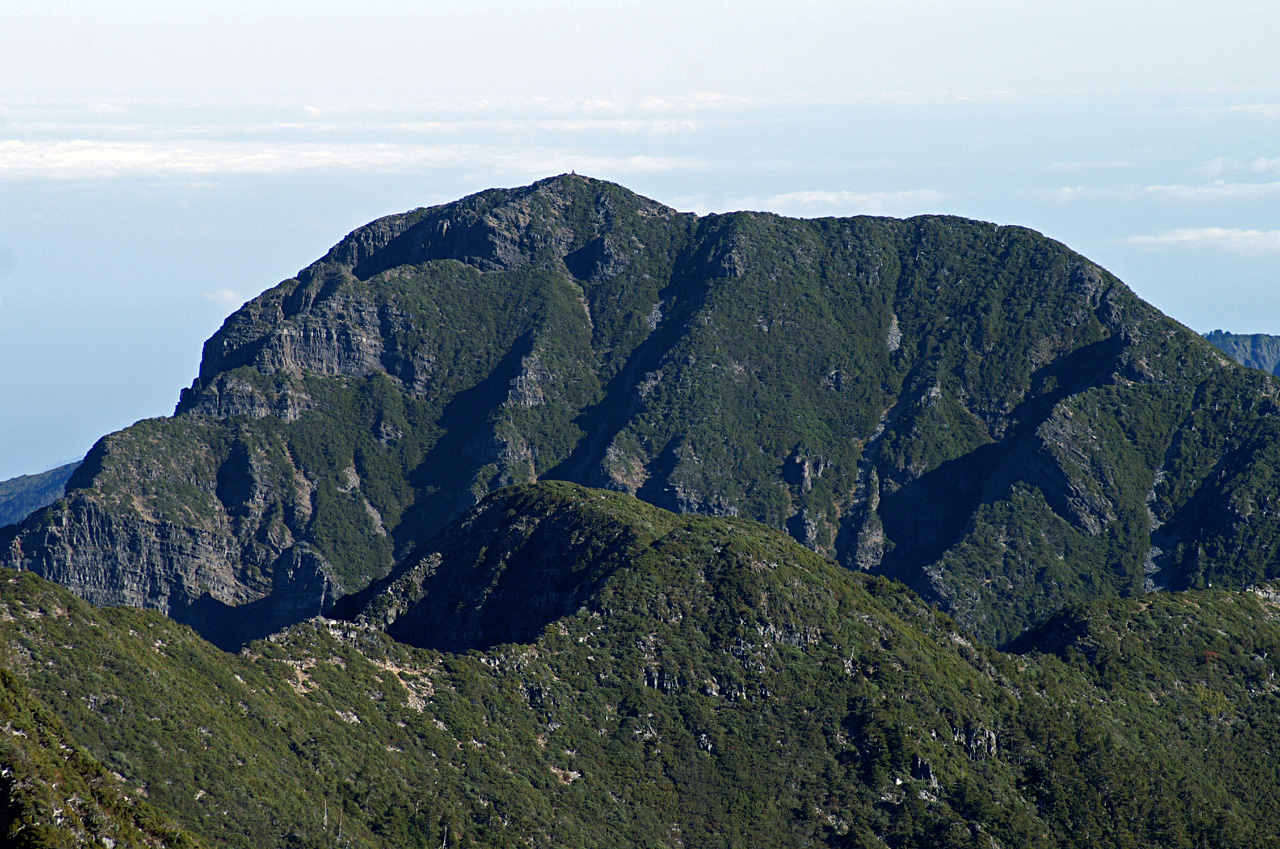
Xueshan-Nordgipfel (雪山北峰)

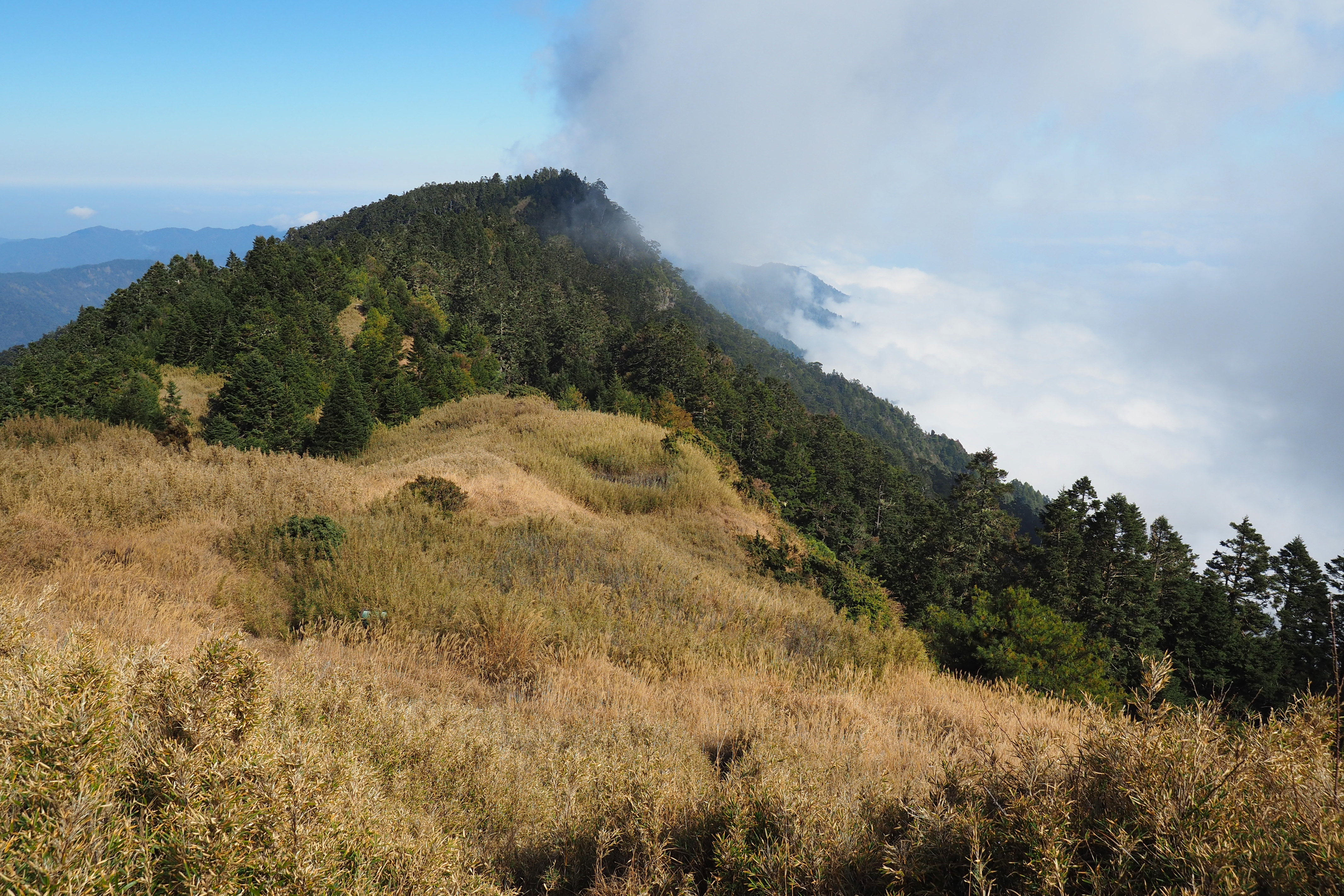
Kalayeshan (喀拉業山)

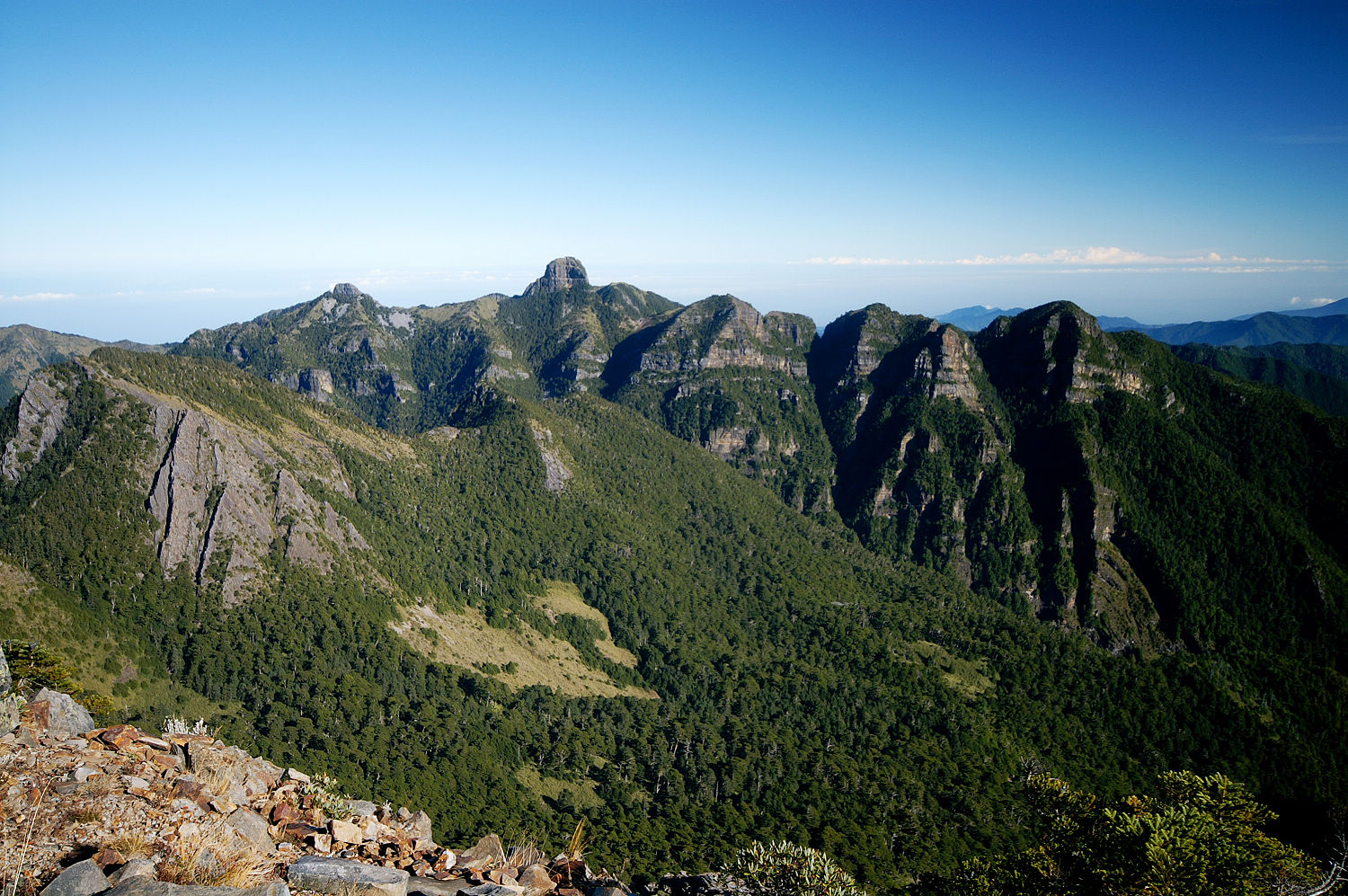
Dabajianshan (大霸尖山) und Xiaobajianshan (小霸尖山)

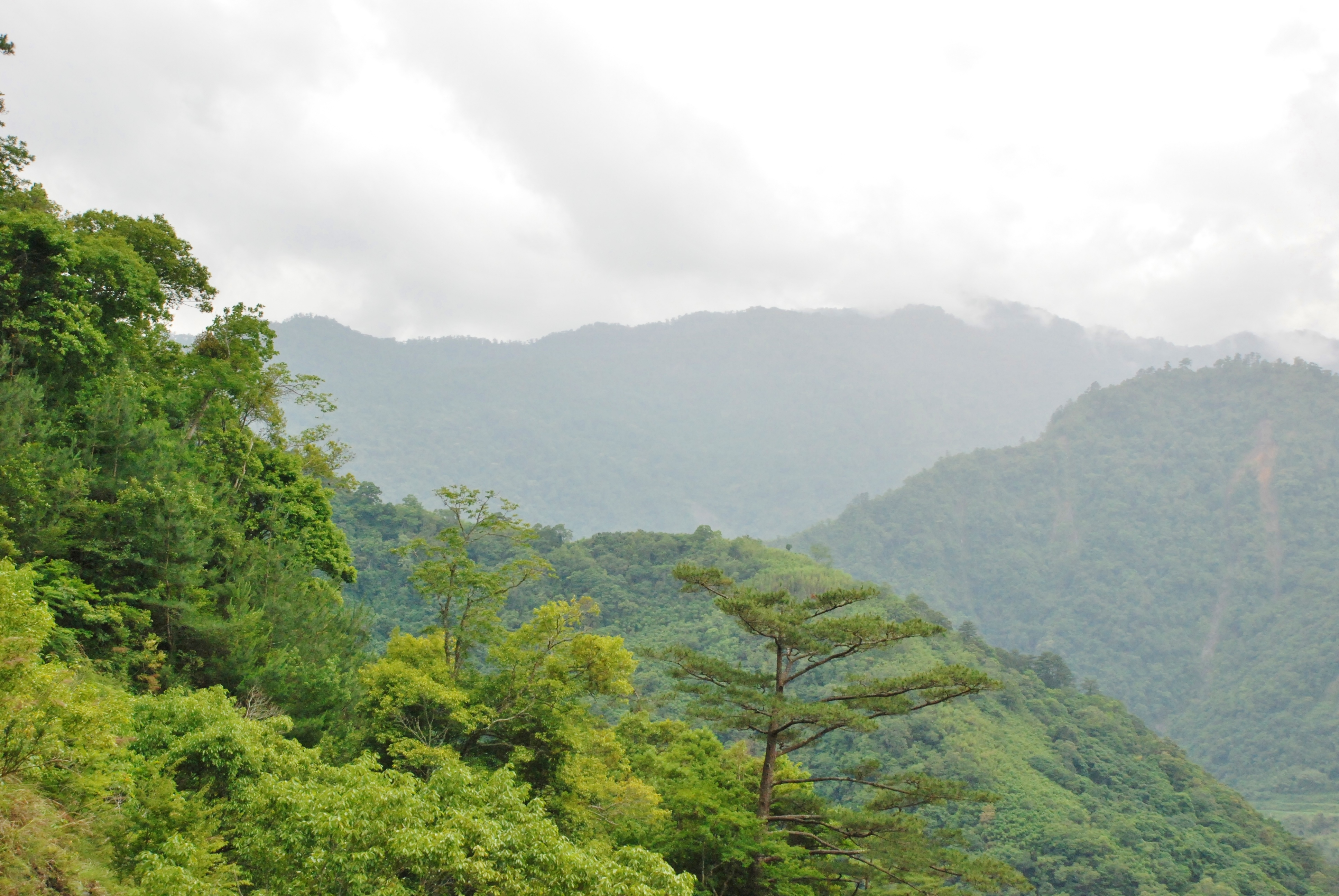
Im Xueshan-Gebirge, Gemeinde Jianshi (Hsinchu)

Das Xueshan-Gebirge oder Hsuehshan-Gebirge (chinesisch 雪山山脈, Pinyin Xuěshān Shānmài, W.-G. Hsueh3-shan1 Shan1-mai4 – „Schneegebirge“) ist ein Gebirge im Norden der Insel Taiwan. Es grenzt im Südosten an das Chungyang-Gebirge (Taiwanisches Zentralgebirge). Manchmal wird es auch als nördlicher Teil desselben angesehen. Im Nordosten reichen seine Ausläufer bis an die Pazifikküste. Wie auch das Chungyang-Gebirge entstand das Xueshan-Gebirge infolge der Kollision der Philippinischen Platte mit der Eurasischen Platte – eine Kollision, die vor etwa 4 bis 5 Millionen Jahren zur Bildung der Insel Taiwan führte. Da diese Kollision der tektonischen Platten immer noch anhält, wird das Gebirge in unregelmäßigen Abständen von Erdbeben heimgesucht. Der höchste Gipfel des Xueshan-Gebirges ist mit 3886 Metern der namensgebende Xueshan („Schneeberg“), der zweithöchste Berg Taiwans. Im Xueshan-Gebirge liegt der Shei-Pa-Nationalpark in dem sich die Gipfel des Xueshan und Dabajianshan befinden.
Im nördlichen Abschnitt wird der Gebirgszug vom Hsuehshan-Tunnel, mit knapp 13 Kilometern einer der längsten Straßentunnel der Welt, unterquert.

## Liste der höchsten Gipfel
Im Xueshan-Gebirge gibt es 54 Gipfel mit einer Höhe über 3000 Meter. Im Folgenden sind die 19 höchsten Gipfel aufgelistet, die zugleich zu den 100 höchsten Gipfeln von Taiwan (台灣百岳) zählen.
Durch die Bergbehörden wurde die Schwierigkeit der Bergbesteigung in verschiedene Grade eingeteilt. Für die Sommersaison gilt:
- A: allgemeiner Wanderweg, verhältnismäßig einfach, 1 bis 3 Tage einzuplanen
- B: teilweise steile Aufstiege, 3 bis 5 Tage einzuplanen, oder 1 bis 3 Tage, aber gefährliches Terrain
- C: anspruchsvoller steiler Aufstieg
- C+: anspruchsvolle steile Route mit Klettern am Fels

| Name                  | Chinesischer Name | Höhe   | Gemeinde (Landkreis/Stadt)          | Koordinaten                       | Grad |
| --------------------- | ----------------- | ------ | ----------------------------------- | --------------------------------- | ---- |
| Xueshan (Hauptgipfel) | 雪山主峰          | 3886 m | Heping (Taichung)/Tai’an (Miaoli)   | 24° 23′ 10″ N, 121° 13′ 50″ O     | A    |
| Xueshan (Ostgipfel)   | 雪山東峰          | 3201 m | Heping (Taichung)                   | 24° 23′ 19,3″ N, 121° 16′ 19,2″ O | A    |
| Xueshan (Nordgipfel)  | 雪山北峰          | 3703 m | Heping (Taichung)/Tai’an (Miaoli)   | 24° 24′ 53,1″ N, 121° 14′ 25,4″ O | C+   |
| Daxueshan             | 大雪山            | 3530 m | Heping (Taichung)/Tai’an (Miaoli)   | 24° 19′ 51″ N, 121° 7′ 17″ O      | C    |
| Zhongxueshan          | 中雪山            | 3173 m | Tai’an (Miaoli)                     | 24° 20′ 11″ N, 121° 4′ 40″ O      | A    |
| Huoshishan            | 火石山            | 3310 m | Tai’an (Miaoli)                     | 24° 22′ 55″ N, 121° 10′ 30″ O     | C    |
| Touyingshan           | 頭鷹山            | 3510 m | Heping (Taichung)/Tai’an (Miaoli)   | 24° 21′ 34″ N, 121° 8′ 26″ O      | C    |
| Zhijiayangdashan      | 志佳陽大山        | 3345 m | Heping (Taichung)                   | 24° 21′ 28″ N, 121° 15′ 2″ O      | A    |
| Dabajianshan          | 大霸尖山          | 3492 m | Jianshi (Hsinchu)/Tai’an (Miaoli)   | 24° 27′ 27,7″ N, 121° 15′ 28,8″ O | A    |
| Xiaobajianshan        | 小霸尖山          | 3360 m | Tai’an (Miaoli)                     | 24° 27′ 20″ N, 121° 15′ 5″ O      | B    |
| Baigudashan           | 白姑大山          | 3341 m | Heping (Taichung)                   | 24° 12′ 8″ N, 121° 6′ 32″ O       | B    |
| Yizeshan              | 伊澤山            | 3297 m | Jianshi (Hsinchu)/Tai’an (Miaoli)   | 24° 28′ 12″ N, 121° 14′ 39″ O     | A    |
| Dajianshan            | 大劍山            | 3594 m | Heping (Taichung)                   | 24° 20′ 27,2″ N, 121° 12′ 1,8″ O  | B    |
| Jianshan              | 劍山              | 3253 m | Heping (Taichung)                   | 24° 20′ 27″ N, 121° 12′ 1″ O      | C    |
| Jiayangshan           | 佳陽山            | 3314 m | Heping (Taichung)                   | 24° 18′ 23″ N, 121° 11′ 16″ O     | B    |
| Pintianshan           | 品田山            | 3524 m | Jianshi (Hsinchu)/Heping (Taichung) | 24° 25′ 41,5″ N, 121° 16′ 0,5″ O  | B    |
| Chiyoushan            | 池有山            | 3303 m | Jianshi (Hsinchu)/Heping (Taichung) | 24° 25′ 52″ N, 121° 17′ 17,3″ O   | A    |
| Taoshan               | 桃山              | 3325 m | Jianshi (Hsinchu)/Heping (Taichung) | 24° 25′ 57,5″ N, 121° 18′ 17,6″ O | A    |
| Kalayeshan            | 喀拉業山          | 3133 m | Jianshi (Hsinchu)/Datong (Yilan)    | 24° 27′ 0″ N, 121° 19′ 16″ O      | A    |

1. ↑  Einige Gipfel liegen an Gemeinde- bzw. Kreisgrenzen
2. ↑  Die Koordinaten stammen aus zh.wikipedia. U. U. sind sie nicht sehr genau.

- Karte mit allen Koordinaten Liste der höchsten Gipfel:
- OSM |
- WikiMap